# Ovo je Balkan
„Ovo je Balkan” („Ово je Балкан”; în sârbă Aceștia sunt Balcanii) este un cântec compus de Goran Bregović și Marina Tucaković și interpretat de Milan Stanković. A reprezentat Serbia la Concursul Muzical Eurovision 2010. Cântecul a câștigat selecția națională sârbă, Tri pa jedan za Oslo, pe 13 martie 2010 cu 58 428 de voturi, reprezentând 45,26% din total.